# William Reid
William Reid (ur. 25 kwietnia 1791 w Kinglassie, Fife, Szkocja, zm. 31 października 1858 w Londynie) – inżynier wojskowy (RE, ICE), uczestnik walk na Półwyspie Iberyjskim pod dowództwem Arthura Wellesleya (przyszłego księcia Wellingtona) i innych bitew, gubernator brytyjski na Bermudach (1839–1846), Brytyjskich Wyspach Zawietrznych (1846–1848) i na Malcie (1851–1858), znany jako „The Good Governor”, meteorolog zajmujący się teorią sztormów (współpracownik Williama Redfielda), wybrany do Royal Society w 1839 roku, pełniący funkcję wiceprezesa RS w 1849 roku.

## Dzieciństwo i młodość
William Reid urodził się 25 kwietnia 1791 roku w Kinglassie. Był piątym dzieckiem (najstarszym synem) Jamesa Reida, pastora kościoła Szkocji w hrabstwie Fifeshire. Jego matka, Alexandrina, była jedną z pięciu córek Thomasa Fyersa (1715–1784), nadzorcy robót królewskich w Szkocji (Overseer of the King’s Works in Scotland).
Uczył się w prywatnej Musselburgh Grammar School w Musselburgh, utworzonej w 1626 roku (czwarta najstarsza szkoła w Szkocji), a w kolejnych latach w Edinburgh Academy, położonej w pobliżu Królewskiego Ogrodu Botanicznego (zob. Robert Sibbald i Royal College of Physicians of Edinburgh) oraz w Royal Military Academy, Woolwich.
Naukę praktycznej geodezji odbył pod kierunkiem pułkownika Williama Mudge'a. W lutym 1809 roku otrzymał stopień podporucznika wojsk inżynieryjnych (second lieutenant RE).

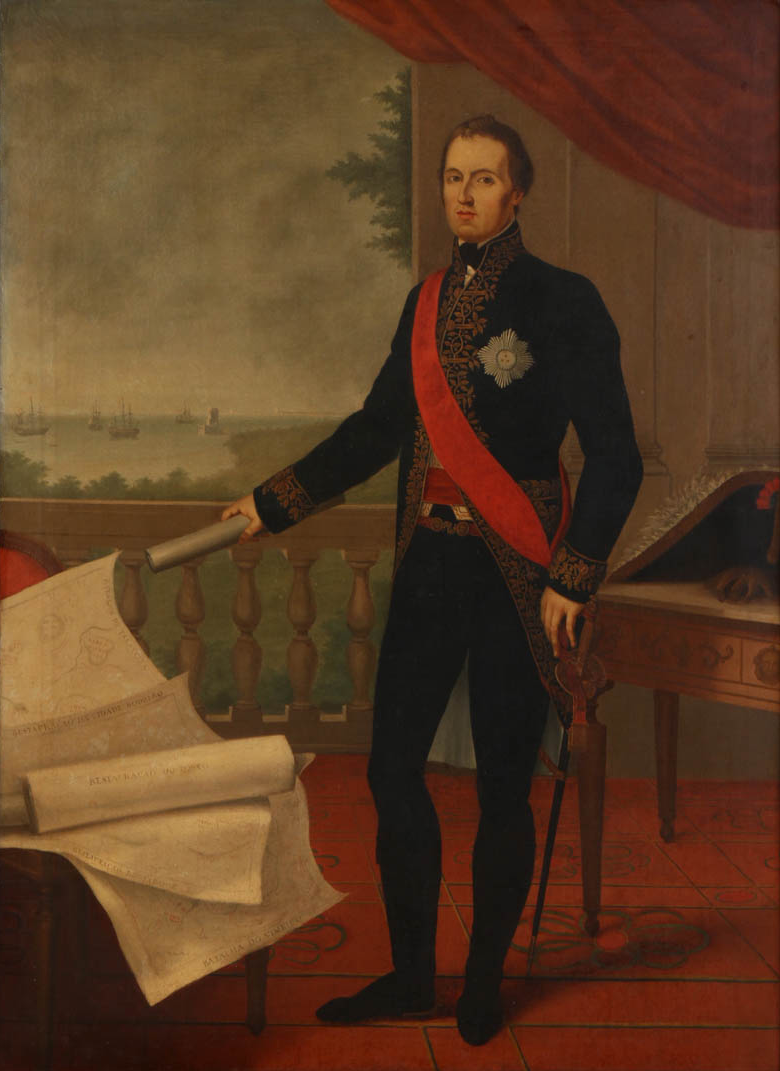
Wellington w Lizbonie

W kwietniu 1810 roku został w wieku 19 lat awansowany na porucznika. Wstąpił do armii brytyjskiej i rozpoczął czteroletni okres służby w Portugalii.

## Służba w jednostkach inżynierii wojskowej (1810–1837)

### Wojna na Półwyspie Iberyjskim (1810–1814)
W latach 1810–1814 William Reid uczestniczył w wojnie na Półwyspie Iberyjskim („The Peninsular War”, w dużym stopniu pozycyjnej, w której bardzo istotna była siła fortyfikacji obronnych oblężonych miast, twierdz lub regionów – ważną rolę odgrywały wojska inżynieryjne (Royal Engineers). Służył pod dowództwem Arthura Wellesleya (przyszłego 1. księcia Wellington), który od lipca 1808 roku (Bitwa pod Roliçą) dowodził w walkach prowadzonych przez trójprzymierze Wielkiej Brytanii z Hiszpanią i Portugalią przeciw I Cesarstwu Francuskiemu (wojny napoleońskie).
Po wylądowaniu w Portugalii W. Reid został skierowany do budowy fortyfikacji w  pobliżu miejscowości Torres Vedras, na wąskim półwyspie między Atlantykiem a Tagiem. Celem prac, którymi dowodził Sir Richard Fletcher, było stworzenie trzech linii obrony Lizbony oraz zabezpieczenie ewentualnego odwrotu Brytyjczyków do ich statków (zob. lista Fortów Torres Vedras).
W następnych latach na szlaku wojennym były m.in.:
- 1811 – pierwsze z oblężeń dobrze ufortyfikowanego Badajos, w którym stacjonował garnizon 5 tys. francuskich żołnierzy pod dowództwem gen. Armanda Philippon (kwiecień–maj); wznowienie w czerwcu (służba Reida w okopach)
- 1812 – drugie oblężenie Ciudad Rodrigo(inne języki) (7–20 stycznia), kolejne oblężenie Badajos (16 marca–6 kwietnia), bitwa pod Salamanką (22 lipca), oblężenie Burgos(inne języki) (19 września–21 października),
- 1813 – operacje poprzedzające bitwę pod Vitorią (czerwiec 1813), oblężenie San Sebastian(inne języki) (7 lipca–8 września), bitwa pod San Martial(inne języki) (przełęcz Vera, 31 sierpnia), Battle of Nivelle(inne języki) (10 listopada), Battle of Nive(inne języki) koło Bajonny (9–13 grudnia).
- 1814 – kolejne bitwy, zbliżające koalicję do zwycięstwa[c]: bitwa pod Garris(inne języki) (15 lutego), bitwa pod Orthez (27 lutego), oblężenie Tuluzy (10 kwietnia), bitwa pod Bajonną(inne języki) (14 kwietnia). W czasie walk z wycofującymi się oddziałami Nicolasa Soulta prowadzonych w dorzeczu Adour (dopływy Bidouze, Nive i in.)  Reid uczestniczył w budowie budzących wielkie uznanie „pływających mostów”[b][11]. William Francis Patrick Napier (autor History of the War in the Peninsula, wyd.1828[12]) opisywał je jako „zdumiewające przedsięwzięcie”, jeden z godnych pamięci „cudów wojny”[1].

William Reid był wymieniany w raportach z bitew, sporządzanych np. przez generała-majora sir Henry’ego Clintona i w depeszy  Wellingtona. Waleczne czyny Reida w czasie oblężenia San Sebastián opisał też Charles, Count Alten (dowódca Lekkiej Dywizji walczącej w niemal wszystkich bitwach wojen napoleońskich) w liście adresowanym do Sir Richarda Fletchera. List nie dotarł do adresata, który zginął w akcji przed jego nadejściem (31 sierpnia 1813). Reid był ranny w nogę pod Badajos (maj 1811) i pod Ciudad Rodrigo (styczeń 1812) oraz w szyję pod San Sebastian (koniec lipca 1813. Mimo niekwestionowanych zasług odmawiano mu awansu w armii brytyjskiej (panowała opinia, że inżynierowie i Szkoci nie są dżentelmenami).

### Wojna brytyjsko-amerykańska (1814)
Po wojnie pod Tuluzą Reid wrócił do Anglii. W lipcu 1814 otrzymał rozkaz włączenia się do ekspedycji dowodzonej przez Sir Edwarda Pakenhama (szwagier księcia Wellingtona, uczestnik wojny na Półwyspie Iberyjskim).
W tymże roku (20 grudnia) został awansowany do stopnia kapitana (second captain).
Nowy Orlean został zaatakowany 4 stycznia 1815 roku (atakujący nie wiedzieli. że 24 grudnia 1814 podpisano traktat gandawski). W czasie tego ataku zginął Philip Wright, przyjaciel Reida, towarzysz walk na Półwyspie Iberyjskim, porucznik wojsk inżynieryjnych (przyjaciele cieszyli się sympatią Wellingtona, który mówił o nich żartobliwie „Read and Write”).
W następnych miesiącach Reid wziął udział w kilku kolejnych operacjach wojskowych, w tym w zdobyciu Fortu Bowyer w pobliżu Mobile (12 lutego 1815). Do Anglii wrócił w maju tegoż roku.

### Bitwa o Paryż (1815)
Z pola bitew amerykańsko-brytyjskich William Reid wrócił do Anglii w okresie 100 dni Napoleona – między jego powrotem z Elby (1 marca 1815) a powtórną abdykacją po przegranej bitwie pod Waterloo (22 czerwca 1815). W DNB brakuje wzmianki o udziale Reida w tej bitwie – zamieszczono informację, że do wojsk koalicji antyfrancuskiej przystąpił w Królestwie Zjednoczonych Niderlandów w czerwcu 1815, po czym brał udział w marszu do Paryża oraz w zdobyciu i okupacji tego miasta. Opuścił Paryż w styczniu 1816.

### Wojna algierska (1816)

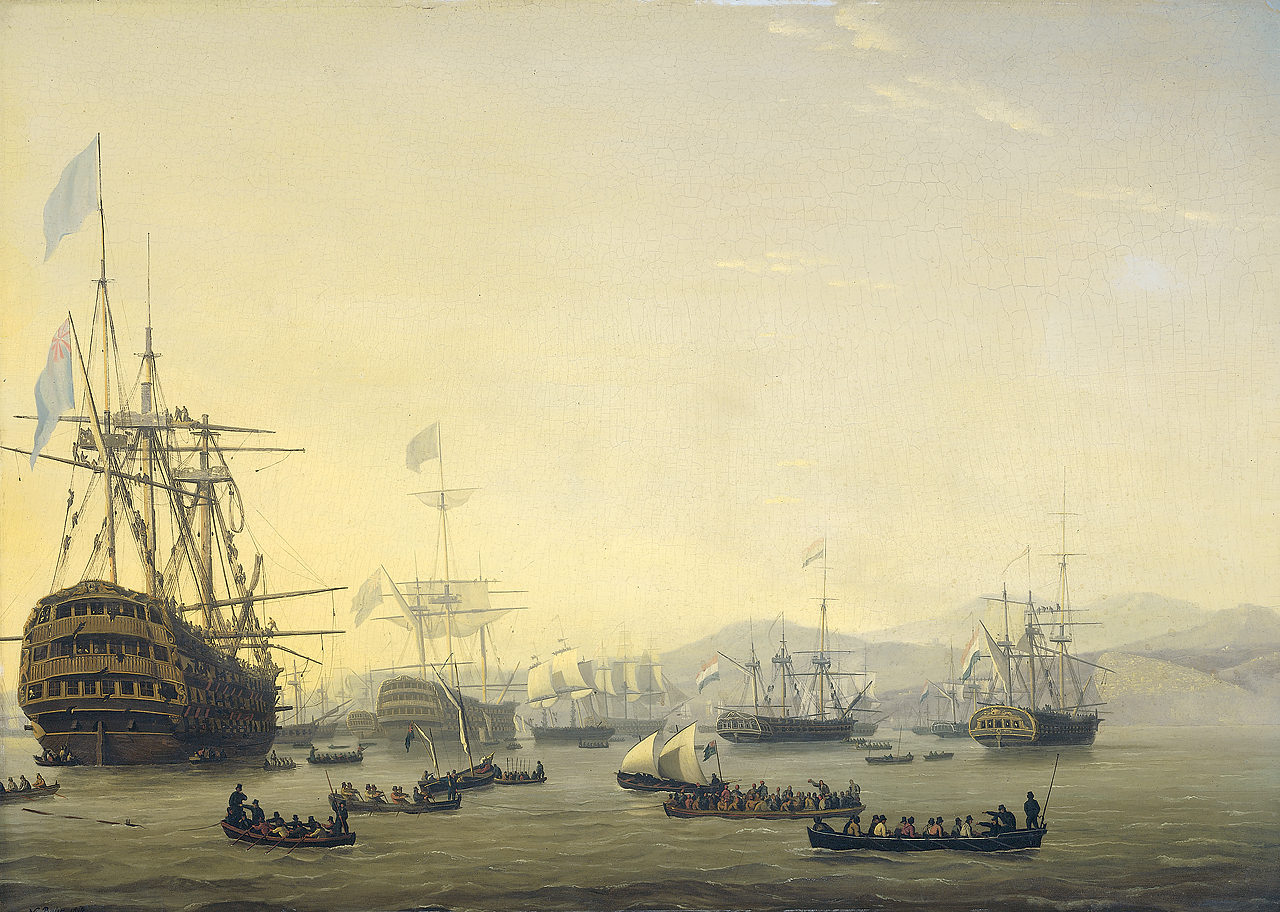
Rada wojenna na pokładzie HMS Queen Charlotte (1810)

Po powrocie do Anglii w styczniu 1816 W. Reid został zakwaterowany w Woolwich, gdzie został zatrudniony w Royal Sappers and Miners (kwiecień 1816).
Po kilku miesiącach został członkiem załogi HMS Queen Charlotte, flagowego okrętu ekspedycji admirała Edwarda Pellewa do Algieru. Podczas bombardowania miasta (27 sierpnia 1816) wraz ze swoimi saperami pracował przy działach, a po akcji udzielał pomocy w naprawach uszkodzeń okrętu. Został odznaczony „medalem za Algier”. Po powrocie do Anglii wykonywał dawne obowiązki w Woolwich (zob. Royal Artillery Barracks). Awans na brevet–majora (jego podstawą było zdecydowane zalecenie Lorda Exmouth i Wellingtona) otrzymał 20 marca 1817 roku. W roku 1819, w związku z powrotem armii okupacyjnej z Francji, nastąpiła redukcja liczebności Korpusu RE (Corps of Royal Engineers) i Reid został umieszczony na liście otrzymujących połowę żołdu. Do pełnego wynagrodzenia został przywrócony 12 marca 1824 roku i zakwaterowany w Irlandii. W grudniu został powołany do przeglądu uzbrojenia Irlandii. Kwaterował w Dublinie do czerwca 1827 roku, kiedy to pozostał bez pracy do czasu awansu do stopnia pułkowego pierwszego kapitana (28 stycznia 1829).

### I wojna karlistowska (1835–1836)
Od 7 września 1835 do sierpnia 1836 Reid brał udział w I wojnie karlistowskiej. Został członkiem utworzonego w Anglii dziesięciotysięcznego brytyjskiego legionu, skierowanego do Hiszpanii w celu udzielenia wsparcia rządowej stronie konfliktu i królowej regentce. Generał Sir George De Lacy Evans (towarzysz Reida w czasie „The Peninsular War”) powierzył mu dowództwo brygady piechoty.
William Reid uczestniczył m.in. w:
- oblężeniu Bilbao (zob. bitwa pod Mendigorría(inne języki), listopad 1835)
- bitwie pod Arlabán(inne języki) (16–17 stycznia 1836, współpraca z gen. Baldomero Espartero)
- oblężeniu San Sebastian (5 maja 1836)[d]

10 stycznia 1837 roku otrzymał awans na podpułkownika, po czym (17 lutego) został wysłany do Portsmouth, gdzie przebywał przez niemal 2 lata. 19 lipca 1838 roku został kawalerem Orderu Łaźni (C.B.).

## Badania naukowe i publikacje
W grudniu 1831 roku W. Reid został skierowany na Barbados. Powierzono mu organizację likwidacji zniszczeń budynków rządowych, zburzonych 10 sierpnia tegoż roku wskutek katastrofalnego huraganu.
Po przybyciu na wyspę był pod silnym wrażeniem informacji o liczbie ofiar śmiertelnych i skali zniszczeń obserwowanych na całej wyspie. Nie ograniczał się do prac organizacyjnych i inżynierskich przy remontach budynków rządowych. Prowadził rozmowy z mieszkańcami, dotyczące częstotliwości i siły podobnych zdarzeń w przeszłości. Poszukując możliwości ich prognozowania, umożliwiającego właściwe przygotowanie mieszkańców wysp otoczenia Morza Karaibskiego (zob. Antyle, Indie Zachodnie, Karaiby), rozpoczął przeglądy piśmiennictwa meteorologicznego nt. huraganów atlantyckich.
Z dużym zainteresowaniem przeczytał opublikowany w American Journal of Science (1831) artykuł Williama Redfielda. Na podstawie obserwacji zniszczeń lasów spowodowanych w latach 20. XIX w. przez huragany na zachodnim wybrzeżu Ameryki Północnej autor artykułu dowodził, że są one trąbami powietrznymi poruszającymi się z dużą prędkością po zakrzywionych torach. William Reid napisał do W. Redfielda list, który zainicjował długą przyjacielską korespondencję na ten temat (kolekcja setek listów jest zachowana w bibliotece Uniwersytetu Yale).
W maju 1834 r. powrócił do Anglii. Nie otrzymując początkowo wezwania do służby wojskowej przez półtora roku kontynuował swoje badania meteorologiczne. Udział w I wojnie karlistowskiej spowodował ich zahamowanie. W kolejnych latach powrócił do analiz zestawień danych rejestrowanych w dziennikach okrętowych brytyjskich statków – jednostek wojennych i handlowych, znajdujących się na półkuli północnej i południowej. W dziennikach regularnie opisywano położenie jednostki i zmienną sytuację meteorologiczną, co umożliwiały doskonalone urządzenia do nawigacji morskiej (busola magnetyczna, sekstant, astrolabium itp.). Analiza zestawień tych danych, przypominająca korzystanie ze współczesnych sieci stacji meteorologicznych (zob. historia prognoz pogody), pozwoliła potwierdzić koncepcję Redfielda dot. wirujących sztormów oraz własną hipotezę dot. przeciwnych kierunków wirowania powietrza w cyklonach tropikalnych na obu półkulach (np. cyklon Idai i huragan Rita, zob. efekt Coriolisa na Ziemi).

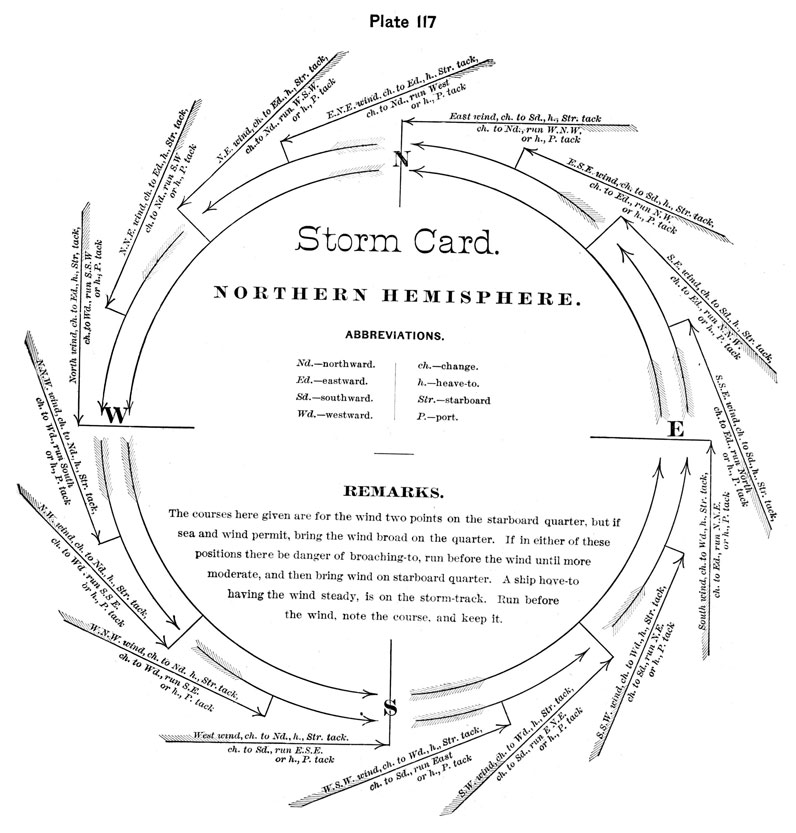
Text-Book of Seamanship, 1891 („Northern Hemisphere Storm Card”, tablica 117, strona 468)

W czasie badań huraganów z lat 1830–1831 (1831 Barbados–Louisiana hurricane) W. Reid analizował przebieg rejsów brytyjskiej fregaty HMS Blanche, francuskiego okrętu Martial, brytyjskiego szkunera Duke of York i in. Korzystał z naukowych opracowań W. Redfielda, z treści zapisanych wspomnień mieszkańców Barbadosu, tekstów artykułów zamieszczanych w lokalnej prasie itp.
Prawo burz (wyd. 1838)
W 1838 roku opublikowano w Londynie ilustrowaną wykresami i drzeworytami książkę zatytułowaną: An Attempt to Develop the Law of Storms by Means of Facts Arranged According to Place and Time and Hence to Point Out a Cause for the Variable Winds, with the View to Practical Use in Navigation (drugie, rozszerzone wydanie ukazało się w 1841 roku, a trzecie w 1850 roku. Łącznie w 151 bibliotekach świata znajduje się 25 wydań z lat 1838–2016, w tym teksty opublikowane w językach obcych, np. włoskim i chińskim. Z książki Reida korzystał m.in. Henry Piddington, autor The Horn-Book for the Law of Storms for the Indian and China Seas (1844), który wprowadził pojęcie „cyklon”.
Inne publikacje
Poza tekstami dotyczącymi zagadnień z dziedziny meteorologii William Reid opracowywał i publikował opracowania mieszczące się w obszarze techniki wojskowej lub nawigacji w warunkach sztormowych, m.in., np.
1. Instructions issued by the French Imperial Minister at War for the defence of fortresses, in 1813. Translated from the French by Brevet Major Reid Unknown Binding – 1 Jan. 1823[26]
2. ‘Defence of Fortresses,’ pamphlet, 8vo, 1823
3. ‘Defence of Towns and Villages,’ pamphlet, 8vo, 1823
4. ‘The Progress of the Development of the Law of Storms and of the Variable Winds, with the Practical Application of the Subject to Navigation,’ London 1849[27]
5. ‘Narrative, written by Sea-Commanders, illustrative of the Law of Storms and of its Practical Application to Navigation, ed. Sir W. Reid, No. 1, London, 1851[28]

W styczniu 1839 roku William Reid został członkiem Royal Society. Jest wymieniany wśród pionierów meteorologii, np. w The Pioneers who Sought to see the Future (2015).

## Działalność w administracji publicznej Imperium Brytyjskiego
Stulecie 1815–1914, które nastąpiło po zakończeniu wojen napoleońskich, bywa nazywane „stuleciem Wielkiej Brytanii”. Pokonanie Francji zapewniło Wielkiej Brytanii hegemonię w świecie, stworzenie imperium kolonialnego, dysponującego terytoriami zależnymi, np.  licznymi koloniami, dostarczającymi zasobów umożliwiających przemiany technologiczne, gospodarcze i społeczne składające się na rewolucję przemysłową (zob. imperium, nad którym nigdy nie zachodzi słońce). Rozwijano politykę splendid isolation (z ang. „wspaniała izolacja”), m.in. uzależniając formy zarządzania koloniami i innymi terytoriami zamorskimi od ich gubernatorów.

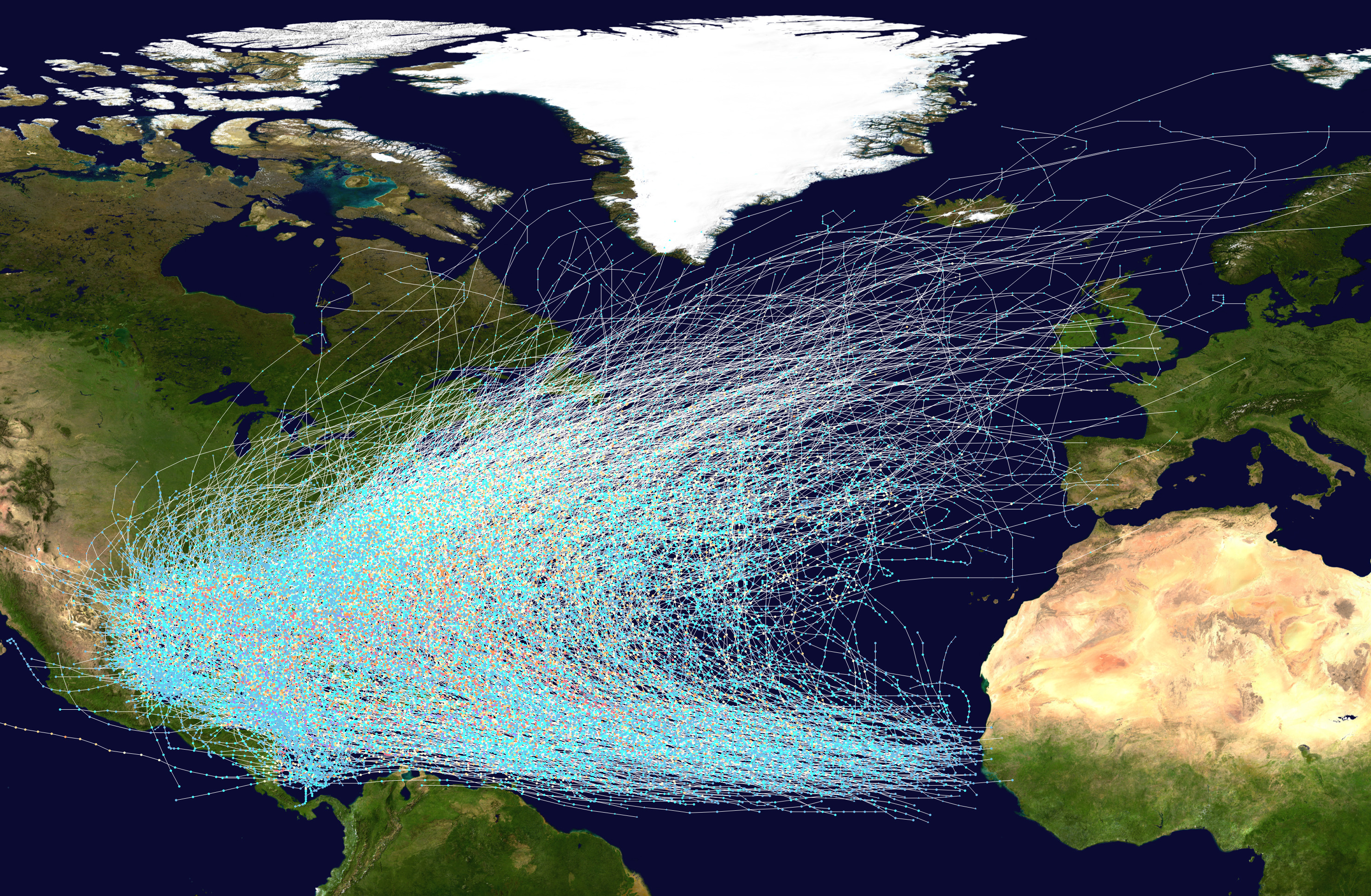
Szlaki huraganów atlantyckich w latach 1851–2012 i (zob. też lista huraganów bermudzkich w latach 1543–1799 i inne sztormy przed 1900 rokiem)

Sir William Reid był kierowany do kolonii położonych w tzw. „alei huraganów”: Bermudy (1839–1846) i Barbados (1846–1848). W latach 1851–1858 (ostatnie lata życia) był gubernatorem Malty. Pełnił funkcję gubernatora i naczelnego dowódcy wojskowego przez 16 lat. Został zapamiętany jako energiczny i innowacyjny administrator, przekonany, że podstawowym składnikiem polityki imperialnej jest upowszechnianie w koloniach wiedzy oraz  nowoczesnych technik i technologii zgodnie z duchem rewolucji przemysłowej. Czerpiąc z własnego technicznego doświadczenia i dorobku naukowego angażował się w działania w zakresie rolnictwa, robót publicznych, edukacji i in.

### Bermudy (1839–1846)
Archipelag składa się z ok. 300 nizinnych wysp i wysepek kenozoicznych, zbudowanych z wapieni rafowych, na których powstają czerwonoziemy i gleby czerwonobrunatne (zob. geografia Bermudów). Brak wód powierzchniowych, zasolenie przybrzeżnych wód gruntowych oraz częste gwałtowne huragany atlantyckie utrudniają rozwój złożonych biocenoz oraz rolnictwa. O kierunkach rozwoju kolonii decydowało węzłowe położenie w sieci globalnych wojennych i handlowych połączeń żeglugowych – były nazywane „atlantyckim Gibraltarem”. W XIX wieku były też określane jako „a Colony, a Fortress, and a Prison”  (fragment tytułu wydanej w 1857 roku książki Ferdinanda Whittinghama).

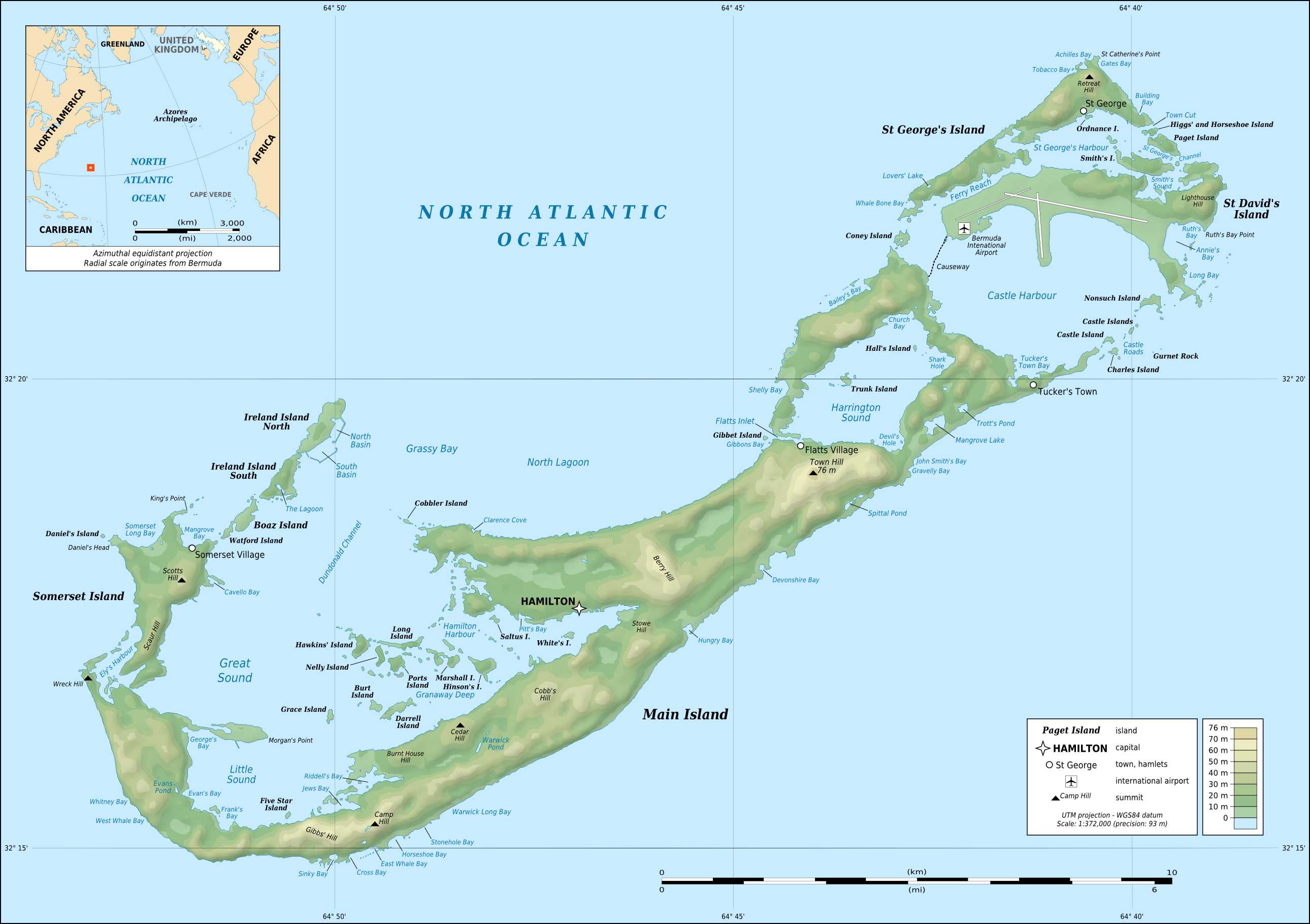
Mapa topograficzna archipelagu Bermudy;
nazwy historyczne:
Bermudas – od nazwiska odkrywcy hiszpańskiego (rok 1505), Juan de Bermúdez,
Somers Isles – od nazwiska brytyjskiego admirała, George Somers, dowódcy okrętu Sea Venture, przedstawionego w herbie Bermudów (katastrofalny sztorm 2 czerwca 1609), zob. też historia Smith's Parish

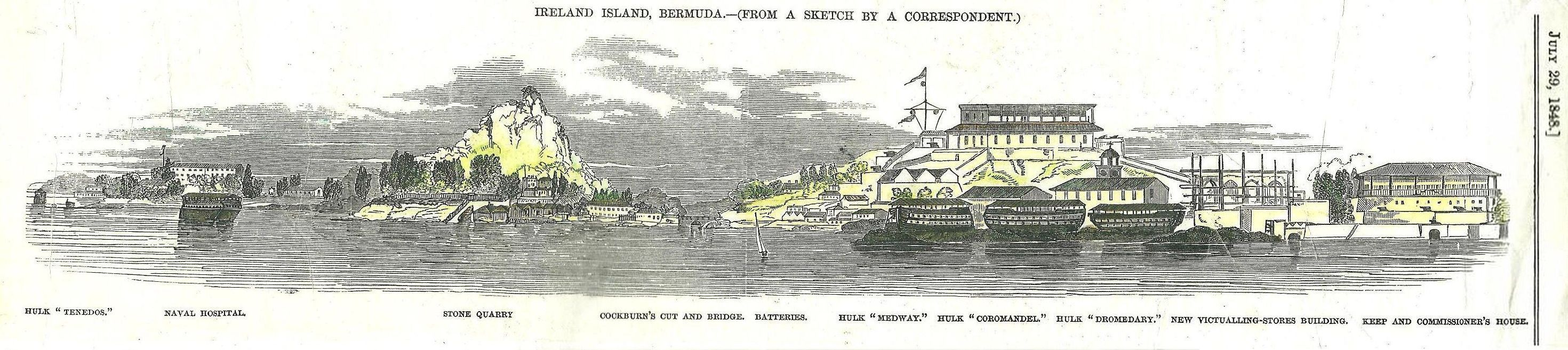

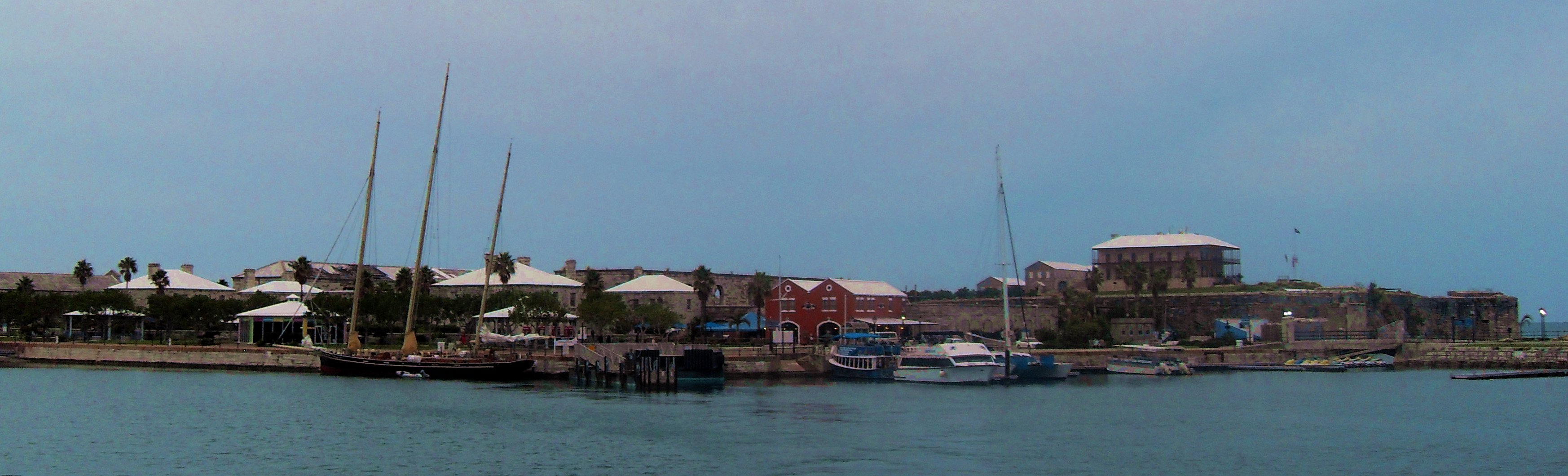
Północna część wschodniego wybrzeża Ireland Island (Bermudy) (Royal Naval Dockyard Bermuda), góra: drzeworyt opublikowany w 1848 rokuu14, dół: zdjęcie wykonane w roku 2009

W 1815 roku, gdy stolicę Bermudów przeniesiono z St. George’s do Hamilton, siedzibą gubernatorów został Government House Mount Langton, zlokalizowany na wybrzeżu wzgórza w Pembroke Parish, z którego rozciąga się widok m.in. na Royal Naval Dockyard na Ireland Island. W latach 1839–1846 był domem gubernatora Williama Reida i domem rządowym.
Sir William Reid, siedemdziesiąty dziewiąty gubernator Bermudów (lata 1839–1846), bywa opisywany najczęściej jako wybitny meteorolog i inżynier wojskowy, jednak niektórzy biografowie używają określeń polihistor, polimat, człowiek renesansu. Za swoje najpilniejsze zadanie uznał popularyzację wiedzy na temat sztormów, ułatwiającej przeciwdziałanie zniszczeniom. W tym celu już w 1839 roku założył w dzisiejszym budynku gabinetowym wspieraną przez Hamilton Club bibliotekę publiczną (obecnie Bermuda National Library). Zbiór książek udostępnionych mieszkańcom archipelagu zawierał początkowo 276 egzemplarzy podarowanych przez gubernatora (w tym dwa wydania Prawa burz) i jego sekretarza (por. R.A. Papillon). Pierwszym bibliotekarzem był pan John Stephens.
Już po upływie pięciu miesięcy od daty przybycia na Bermudy  w wyspy uderzył jeden z najsilniejszych huraganów bermudzkich (lista najsilniejszych huraganów bermudzkich, 1–12 września 1839) nazwany wkrótce Reid's hurricane. Pomimo jego wielkiej niszczycielskiej siły nie było ofiar śmiertelnych. Komentatorzy wskazują prawdopodobną przyczynę – dzięki publikacjom Reida po raz pierwszy było możliwe przewidywanie siły i kierunków natarcia huraganu, umożliwiające zaplanowanie skutecznej ochrony. Jest prawdopodobne, że istotną rolę mogła odegrać wiedza udostępniana w Bibliotece Narodowej.
William Reid jest też wspominany z wdzięcznością za wytrwałe starania o wzrost wewnętrznego i zewnętrznego bezpieczeństwa Bermudczyków, w tym o rozbudowę fortów, unowocześnienie organizacji i uzbrojenia armii oraz rozwój rolnictwa Bermudów.
Rozwój rolnictwa Reid traktował jako gwarancję rozwoju handlu w czasach pokoju oraz możliwość wyżywienia ludności w czasie wojen (np. w czasie prawdopodobnej wówczas „Pork and Beans War” – wojny na tle sporu o granicę między stanem Maine a prowincją Nowy Brunszwik). W czasie starań o rozwój rolnictwa pokonywał liczne trudności spowodowane m.in. specyficzną strukturą społeczną ludności kolonii (zob. demografia Bermudów). Podejmował próby likwidacji podziałów rasowych, które były wciąż silne – od zniesienia niewolnictwa na Bermudach minęło zaledwie pięć lat (28 sierpnia  1833 – Akt Zniesienia Niewolnictwa, sierpień 1834 – całkowite uwolnienie niewolników). Ustawodawca nie poświęcał uwagi losowi byłych niewolników. Nabycie przez nich własnej nieruchomości i skrawka ziemi uprawnej było niemal niemożliwe, z czym był związany brak możliwości starań o miejsca w parlamencie. W raporcie poprzednika W. Reida na stanowisku gubernatora (S.R. Chapman) znajduje się informacja, że do głosowania było uprawnionych tylko 34. byłych czarnoskórych niewolników, a tylko trzech miało czynne prawo wyborcze.
Poszukując informacji nt. przyrodniczych możliwości rozwoju bermudzkiego rolnictwa W. Reid prenumerował czasopisma rolnicze i skłaniał miejscową Royal Gazette do przedruków niektórych artykułów. Kontynuował korespondencję z Williamem Redfieldem (badaczem m.in. środowiska przyrodniczego Adirondack). Importował z Ameryki nasiona i sadzonki.
Nawiązał kontakty z twórcami Kew Gardens (Królewskie Ogrody Botaniczne w Kew), m.in. z botanikiem Williamem J. Hookerem, autorem książki „Kew Gardens: Or, A Popular Guide to the Royal Botanic Gardens of Kew” i wielu innych publikacji.

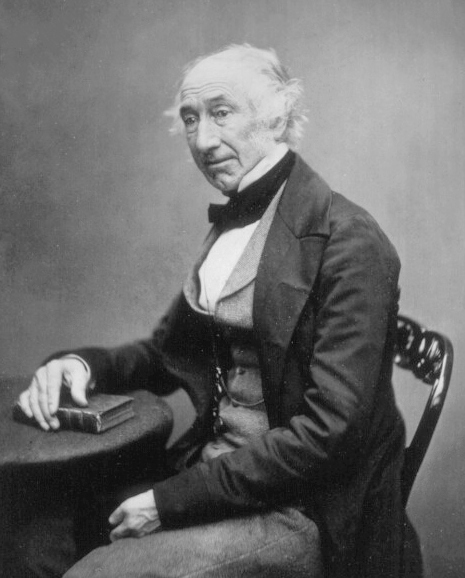
William Jackson Hooker (1850)

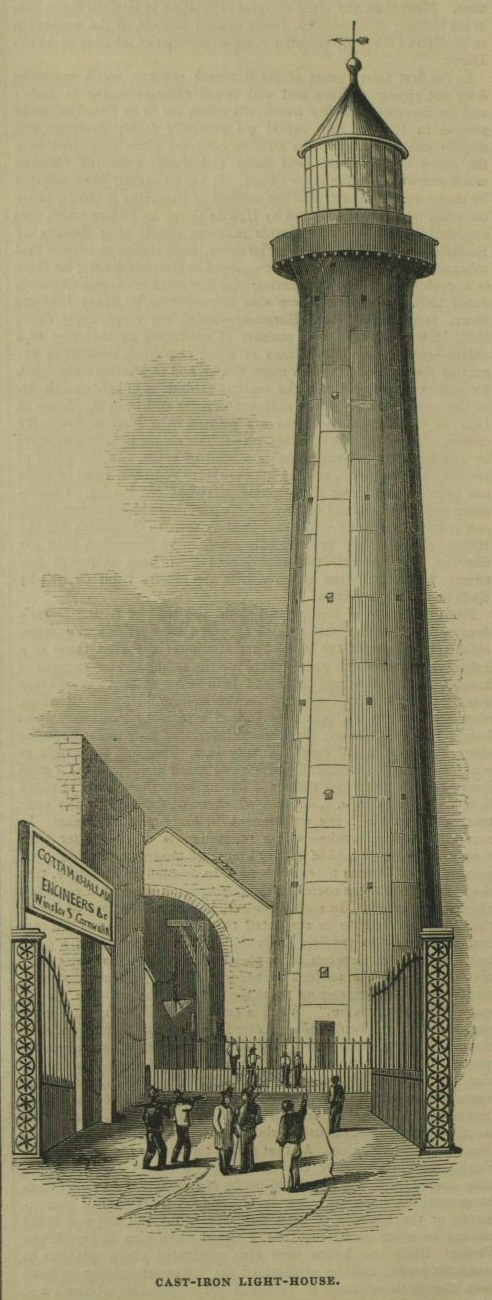
Jedna z pierwszych latarni morskich na świecie
żeliwna Gibbs Hill Lighthouse (zob. Cottam i Hallen w historii Institution of Civil Engineers

W trosce o edukację Bermudczyków w dziedzinie agrotechniki przekształcił ogrody Government House w miejsce wystaw ogrodniczych i szkoleń, importował z Anglii pługi (produkcję żeliwnych narzędzi rolniczych rozwijała wówczas londyńska firma Cottam i Hallen) i organizował zawody orki między ich pierwszymi właścicielami (był właścicielem jednego z pięciu pierwszych). Wspierał inicjatywy członków Towarzystwa Rolniczego w Paget Parish. Organizował również Annual Agricultural Exhibition' w Hamilton, popularne do czasów współczesnych.
Kierując się m.in. opinią W. Redfielda zainicjował tworzenie pasów tamaryszku, chroniących uprawy przed silnymi wiatrami (zob. tamaryszek w Ameryce Północnej). Starania były owocne – na Bermudach skokowo rósł areał upraw oraz eksport owoców i warzyw (powodzeniem cieszyła się też uprawa loquatów, Eriobotrya japonica jako rośliny ozdobnej i użytkowej)
Pierwszy na Bermudach kauczukowiec brazylijski (Hevea brasiliensis, nazywany "drzewem, które zmieniło świat" (zob. boom kauczukowy) gubernator William Reid posadził w 1840 roku w ogrodzie przy Government House, w którym tradycyjnie jest upamiętniany pobyt w rezydencji wielu oficjalnych gości. Stał się jednym z licznych Bermudzkich Ogrodów Botanicznych (zob. np. Gru-Gru Palms w Mount Langton Gardens).
Działania W. Reida na rzecz Bermudczyków zostały upamiętnione obeliskiem ustawionym przez mieszkańców Bermudów obok budynku parlamentu. Został on wykonany ze sprowadzonego z zewnątrz granitu (skała magmowa niedostępna na Bermudach). Autor artykułu zamieszczonego w The Bermudian magazine w kwietniu 2018 roku pod tytułem The Good Governor  pyta: „ilu innym gubernatorom mieszkańcy Bermudów zbudowali pomniki?”.
Gdy nadeszła wiadomość, że ma opuścić Bermudy, aby zostać nowym gubernatorem Barbadosu, w Bermuda Gazette wyrażano wielki żal oraz nadzieję, że nie dojdzie do  realizacji tego planu.

### Barbados i Brytyjskie Wyspy Zawietrzne (1846–1848)
William Reid został mianowany gubernatorem Barbados i Wysp Zawietrznych (zob. Saint Lucia, Trinidad, Tobago, St Vincent), gdy zajmującego to stanowisko Sir Charlesa Edwarda Greya skierowano na Jamajkę.
W. Reid wyjechał z Bermudów bez zwłoki. Tymczasowym zastępcą gubernatora Bermudów – do czasu przyjazdu mianowanego na to stanowisko Charlsea Elliota – został William Nelson Hutchinson.
W grudniu objął w Barbados stanowiko gubernatora Barbadosu i Wysp Zawietrznych. Zaangażował się w próby likwidacji nierówności rasowych. Starając się o podniesienie poziomu wiedzy technicznej zasugerował znanemu wydawcy (John Weale) publikowanie tanich serii wydawnictw edukacyjnych, dotyczących różnych zagadnień techniki, np. popularna Rudimentary Series.
Ze stanowiska gubernatora zrezygnował w 1848 roku (wrócił do Anglii we wrześniu tegoż roku). Przyczyną rezygnacji było postępowanie urzędu kolonialnego (colonial office) w sprawie dotyczącej naczelnego sędziego Saint Lucia (próby przywrócenia na stanowisko po zawieszeniu przez Reida za zgodą sekretarza stanu).

### Malta(1851–1858)
Poprzednikiem Williama Reida jako gubernatora Malty był Richard More O’Ferrall (1847-1851) – pierwszy cywil na tym stanowisku, który znacząco przyczynił się do przekształcenia Malty w ważną strategiczną bazę morską Wielkiej Brytanii oraz do uchwalenia nowej konstytucji Malty (rok 1849). We wrześniu 1851 roku odmówił dalszej służby pod rządami lorda Johna Russella, wyrażając swój stosunek do Ecclesiastical Titles Act 1851).
Sir William Reid był gubernatorem i naczelnym dowódcą sił zbrojnych od 27 października 1851 roku. W latach trwania wojny krymskiej (16 października 1853 – 30 marca 1856) ściśle współdziałał z admirałem brytyjskiej floty, Sir Houstonem Stewartem, zapewniając niezbędne zaopatrzenie armii brytyjskiej. Otrzymywał kolejne stopnie wojskowe: listopad 1851 – brevet-colonel, luty 1854 – regimental colonel, maj 1856 – major-general).
Podobnie jak na Bermudach i Barbados wytrwale działał na rzecz lokalnych społeczności – założył szkołę rolniczą, importował ulepszone narzędzia rolnicze, nowe gatunki roślin dostosowanych do klimatu (np. bawełny). Zdecydował o zainstalowaniu w miejscach publicznych sieci barometrów, co miało na celu ostrzeganie żeglarzy i rybaków przed zbliżającymi się sztormami. Przejął  bibliotekę dawnych Rycerzy Maltańskich, przekształcając ją w ogólnodostępną bibliotekę publiczną, wyposażoną w nowoczesne książki.
11 stycznia 1856 roku został odznaczony przez królową Viktorię Orderem św. Michała i św. Jerzego (zob. List of Knights and Dames Grand Cross of the Order of St Michael and St George.
Wrócił do Anglii w lecie 1858 roku. Jego następcą na stanowisku gubernatora Malty został John Le Marchant (1858–1864) (trzeci syn Johna Gasparda Le Marchanta ur. 1766 i Mary Cary).

## Wielka Wystawa Światowa
We wrześniu 1848 roku W. Reid powrócił do Anglii. W styczniu następnego roku wznowił służbę wojskową jako dowódca w Royal Military Academy, Woolwich. W tymże roku został wybrany na stanowisko wiceprezesa Royal Society.
12 lutego 1850 roku W. Reid objął funkcję przewodniczącego komitetu wykonawczego Wielkiej Wystawy Przemysłu Wszystkich Narodów (oryg. Great Exhibition of the Works of Industry of All Nations), która miała się odbyć w następnym roku w Hyde Parku w Londynie. Był rekomendowany przez przewodniczącego Zarządu Handlu, Henry’ego Labouchere (później Lorda Tauntona). W sierpniu 1850 sylwetkę „Dobrego Gubernatora” Bermudów scharakteryzował Charles Dickens w swoim tygodniku „Household Words” (w artykule The Good Governor nie zamieścił nazwiska W. Reida).
W czasie przygotowań Wystawy William Reid był dyrektorem wykonawczym i członkiem Royal Commission for the Exhibition. Jego doświadczenie i wysiłek przyczyniły się do sukcesu przedsięwzięcia, co znalazło wyraz w przyznaniu cywilnego krzyża komandorskiego Orderu Łaźni (1851).
W planowaniu Wielkiej Wystawy i ocenie zgłaszanych eksponatów uczestniczyli niektórzy z jej znakomitych gości, wśród których są wymieniani m.in. Prince Albert, Henry Cole, George Wallis, Sir Charles Dilke (1st Baronet) i inni członkowie Royal Society of Arts (Royal Society for the Encouragement of Arts, Manufactures and Commerce)
oraz wielu innych sławnych ludzi tamtych czasów, m.in. Charles Darwin, Karl Marx, Michael Faraday

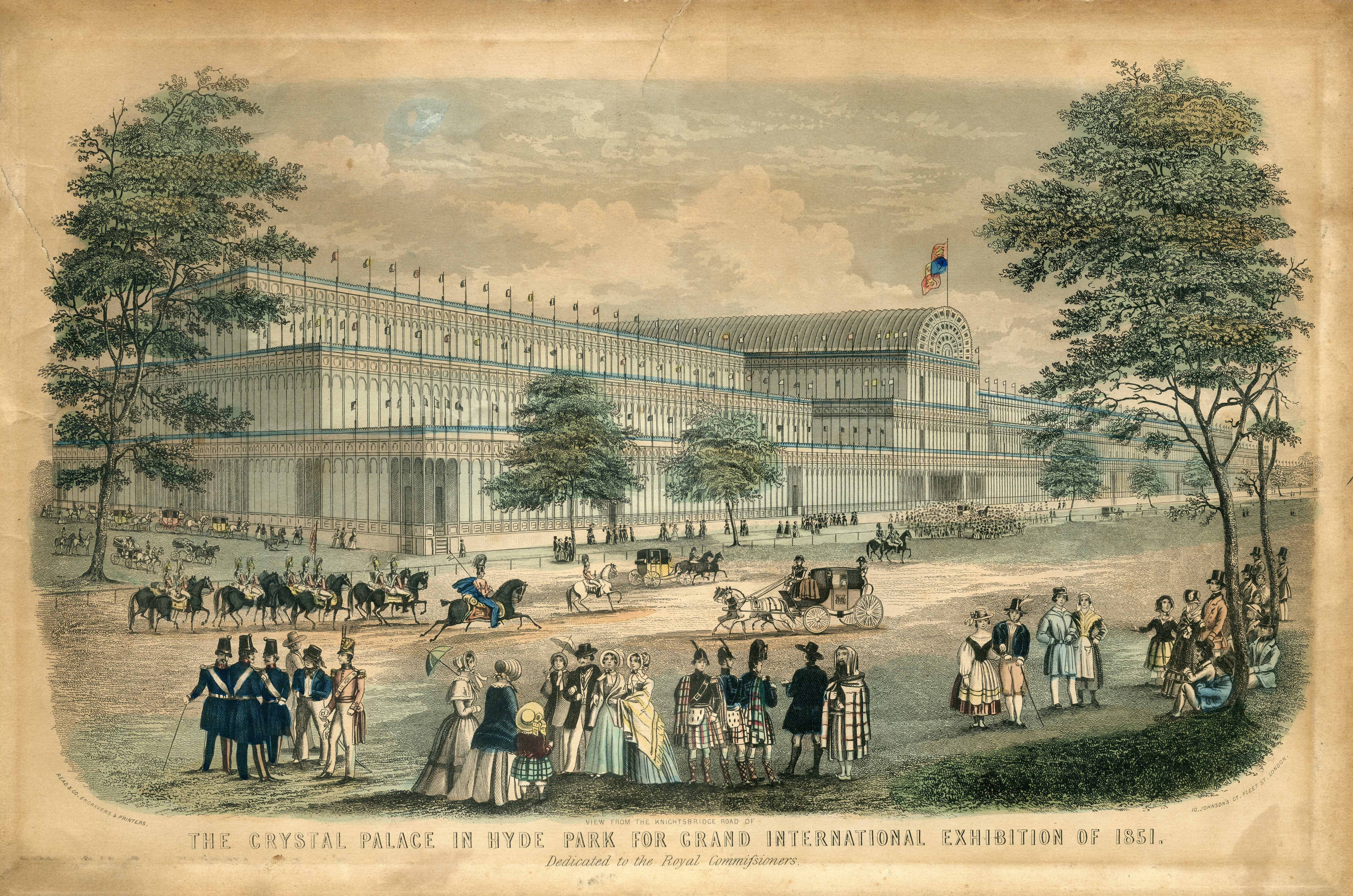
Crystal Palace w Hyde Park (Londyn 1851) podczas Wielkiej Wystawy Przemysłu Wszystkich Narodów (zob. katalog)

## Życie rodzinne
William Reid był członkiem dużych, skoligaconych rodzin Reid i Fyers. Jego matką była Alexandrina Fyers (ok.1757–1822), a ojcem Reverend James Reid (1732–1816). Zawarł związek małżeński 5 listopada 1818 roku w Clapham, Surrey (zob. sytuacja Reida po redukcji liczebności Corps of Royal Engineers, 1819–1829). Jego żoną została Sarah Bolland (ur. 16 października 1795), najmłodsza córka Johna Bollanda (deputowanego do Izby Gmin z okręgu wyborczego Bletchingley) i jego żony, Elizabeth (Gipps) Bolland.
Sarah i William Reid mieszkali początkowo w koszarach Królewskiej Szkoły Inżynierii Wojskowej (Brompton Barracks, Chatham), gdzie W. Reid był adiutantem w Royal Sappers and Miners, podwładnym Charlesa Williama Pasleya (1780–1861), autora m.in. Eseju o polityce wojskowej i instytucjach Imperium Brytyjskiego, Military Instruction, Practical Geometry Method (1822),Course of Elementary Fortification (1822) i in..
Pierwsze dziecko Sarah i Williama Reida – córeczka Fanny (Frances) urodzona 5 sierpnia 1819 w Brompton Barracks – zmarło w lutym 1820. W tymże roku urodziła się druga córka, Lucy Alexandrina, najstarsza z sześciu wychowanych córek:
1. Lucy Alexandrina, ur. 3 listopada 1820 w Chatham, Kent, England,  zm. 1850 w Greenwich, London; niezamężna[73]
2. Maria, ur. 5 grudnia 1822 w Woolwich, zm. 14 kwietnia 1897 w Westminster London; mąż: kpt Edward George Hore, R.N.; zawarcie związku małżeńskiego: 17 czerwca 1847, St Michael, Colony of Barbados[74]
3. Sophia, Sophia Lonsdale, ur. 9 stycznia 1824 w Brompton, Chatham, zm. 28 kwietnia 1883 w Bath, Somerset, Anglia; mąż: Colonel E. G. Hallewell; zawarcie związku małżeńskiego: 15 czerwca 1843 w Berrow, Worcestershire, Anglia[75]
4. Elizabeth, Elizabeth Oakeley, „Libby”, ur. 5 listopada 1827 w Dublinie, zm. 1 grudnia 1892 w Bournemouth, Dorset, Anglia, Irlandia; mąż: Rev. Charles G. Gambier; zawarcie związku małżeńskiego: 16 stycznia 1849 w St Mary, Cheltenham, Gloucestershire, Anglia[76]
5. Charlotte, Charlotte Cuyler, ur. 2 listopada  1835 w New Steyne, Brighton (urodzona w okresie walki ojca w wojnie karlistowskiej[24]; mąż: Field Marshal Sir Neville Chamberlain(inne języki); zawarcie związku małżeńskiego: 26 czerwca 1873 w Paddington, Westminster, Londyn[77]
6. Grace, ur. ok. 11 czerwca 1838 w Portsea Island, Hampshire, zm. 26 czerwca 1923 w Portsmouth, Hampshire, Anglia; mąż: Basil Sidmouth De Ros Hall[78][79]

William Reid był bardzo zaangażowany w wychowanie i edukację córek, o czym świadczą fragmenty listu wysłanego 10 czerwca 1829 z Exeter do Charlesa Pasleya. Obok opinii, dotyczących zbieżnej tematyki pracy zawodowej Reida i Pasleya, znalazły się opisy zajęć w ogrodzie – prób połączenia podstawowej edukacji w dziedzinie botaniki (m.in. nt. systemu klasyfikacyjnego Linneusza) z dobrą wspólną zabawą ojca z dziewczynkami.
Wiedza i umiejętności ogrodnicze córek Reida były prawdopodobnie przydatne, gdy rodzina przebywała na Bermudach, gdzie William Reid zabiegał o rozwój rolnictwa i o wzmocnienie międzyludzkich więzi w społecznościach lokalnych. Żona i córki wspomagały działalność "dobrego gubernatora". Rodzina była powszechnie lubiana i szanowana, co znajduje wyraz np. w artykułach, publikowanych w The Bermudian magazine''.
Lady Reid zmarła 19 lutego 1858 roku w St. Leonards (Sussex). Jej mąż wrócił do Anglii w lecie tegoż roku. Po krótkiej chorobie zmarł 31 października w swojej rezydencji w Londynie.
Rodziców przeżyło pięć córek.